# Хатимодзи-ДНК
Хатимодзи-ДНК (англ. Hachimoji DNA; от яп. 八 «hachi» — восемь и 文字 «moji» — буква) — дезоксирибонуклеиновая кислота (ДНК) с восемью нуклеотидами, четыре из которых являются естественными и четыре — искусственно синтезированными. Впервые информация о синтезе хатимодзи-ДНК появилась в феврале 2019 года. Открытие этого типа ДНК стало возможным в результате научных исследований Фонда прикладной молекулярной эволюции США, финансируемым НАСА. По строению и свойствам хатимодзи-ДНК подобна природной ДНК и отличается количеством и типом пуриновых оснований.

## Характеристика
Для синтеза хатимодзи-ДНК было использовано 4 азотистых основания природного происхождения — аденин (А), гуанин (Г), цитозин (Ц) и тимин (Т). Также ученые синтезировали новые основания, которые были закодированы буквами Z, P, S, B. Последние образуют пары на основе водородных связей: ZP и SB. Исследователи сконструировали сотни спиралей хатимодзи-ДНК, состоящие из различных конфигураций природных и синтетических оснований, а затем проверили их устойчивость. Также было продемонстрировано, что хатимодзи-ДНК обладают регуляторной структурой независимо от последовательности элементов. Более того, с помощью синтетической ДНК и вирусной T7 РНК-полимеразы ученым удалось осуществить транскрипцию хатимодзи-ДНК.

### Новые азотистые основания
В хатимодзи-ДНК: S сочетается с B, Z сочетается с P; dS используется в ДНК, rS задействована в РНК .
| Азотистое основание | Название                                     | ChemSpider | PubChem   |
| ------------------- | -------------------------------------------- | ---------- | --------- |
| P                   | 2-Аминоимидазо[1,2-a][1,3,5]триазин-4(1H)-он | 10205066   | 135600909 |
| B                   | Изогуанин                                    | 69351      | 76900     |
| rS                  | Изоцитозин                                   | 60309      | 66950     |
| dS                  | 1-метилцитозин                               | 71474      | 79143     |
| Z                   | 6-амино-5-нитропиридин-2-ol                  | 9357814    | 11182729  |

## Значение
По словам химика Стивена Беннера, анализ хатимодзи-ДНК поможет понять, как жизнь за пределами Земли может хранить информацию. Эту структуру также планируют использовать для хранения информации вне клетки и создания наноструктур с заданными свойствами. Химик Флойд Ромезберг отмечает, что открытие хатимодзи-ДНК подтверждает, что четыре природные азотистые основания не являются уникальными. Это открытие имеет важное значение для исследования процессов молекулярной эволюции. Также хатимодзи-ДНК могут быть использованы для диагностики некоторых болезней человека.